# Leucinodes diaphana
Leucinodes diaphana là một loài bướm đêm trong họ Crambidae.